# Krasnaja Pachra (sieło)
Krasnaja Pachra (ros. Красная Пахра) – wieś (sieło) w Rosji, w troickim okręgu administracyjnym Moskwy. W 2021 liczyła 3388 mieszkańców.